# Premi Rovira i Virgili
El Premi Rovira i Virgili fou un guardó literari creat amb el propòsit de retre homenatge a l'escriptor i polític tarragoní Antoni Rovira i Virgili (1882-1949).
Tenia el seu origen en el premi d'assaig Rovira i Virgili convocat el 1984 per Òmnium Cultural del Tarragonès en el marc de la Nit Literària dels Països Catalans. Amb tot, no va ser fins al 1991 que el premi va adquirir continuïtat i estabilitat. Aquell any, l'Ajuntament de Tarragona i Òmnium Cultural van impulsar la primera edició dels Premis Literaris Ciutat de Tarragona conservant les categories de la festa literària de 1984. L'any 2005, un canvi en el cartell va comportar la reconversió del premi d'assaig en un premi de biografies, autobiografies, memòries i dietaris, tot i conservant el nom de Rovira i Virgili. La convocatòria d'aquest premi es va mantenir ininterrompuda fins a l'any 2011, en què l'edició dels Premis Literaris Ciutat de Tarragona comptava amb un seguit de canvis. El més visible va ser la reducció del cartell a només tres categories; des de llavors el premi Rovira i Virgili ja no es convoca.
Quant a la publicació de les obres guardonades, es van editar des d'un inici seguint la proposta d'Edicions El Mèdol, que se’n va fer responsable. Al tombant de segle hi va haver un període de canvis en les editorials encarregades de publicar els guanyadors. El premi Rovira i Virgili va passar a Arola Editors l'any 2004, que en van mantenir l'edició fins a la darrera convocatòria.

## Guanyadors[2]
Guanyadors del premi d'assaig
- 1984. Joan Riera Palermo. Llengua, ciència i societat.
- 1991. Joaquim Romaguera Ramió. Quan el cinema començà a parlar en català (1927-1934). Editat per El Mèdol, Tarragona, 1992.

- 1992. Miquel Pueyo París. Tres escoles per als catalans (minorització lingüística i implantació escolar, a partir del segle xviii). Editat per El Mèdol, Tarragona, 1993.
- 1993. Toni Mollà. La utopia necessària. Editat per El Mèdol, Tarragona, 1994.
- 1994. Jaume Renyer Alimbau. Catalunya, qüestió d'estat (1968-1993, vint-i-cinc anys d'independentisme català). Editat per El Mèdol, Tarragona, 1995.
- 1995. Xavier Filella Pla. Els intel·lectuals i la ideologia nacional. Editat per El Mèdol, Tarragona, 1996.
- 1996. Josep M. Figueres Artigues. Història de l'anticatalanisme (El diari ABC i els seus homes). Editat per El Mèdol, Tarragona, 1997.
- 1997. Anul·lat
- 1998. Jordi Tous Vallvè. Antoni Andreu i Abelló: correspondència política d'exili (1938-1939). D'Estat Català al Front Nacional de Catalunya. Editat per El Mèdol, Tarragona, 1999.

- 1999. Jaume Fàbrega Colom. La cultura del gust als Països Catalans. Editat per El Mèdol, Tarragona, 2000.
- 2000. Pere Meroño Cadena. Història del sindicalisme nacional als Països Catalans (1958-1989). Editat per El Mèdol, Tarragona, 2001.
- 2001. Xavier Garcia Pujades. Història i cultura local a Catalunya al segle xx. Editat per El Mèdol, Tarragona, 2002.
- 2002. Jordi Plens Peig. Ciutadania de Catalunya (etnicitat, nacionalisme i llengua). Editat per El Mèdol, Tarragona, 2003.
- 2003. Jordi Julià Garriga. El poeta sense qualitats. Editat per El Mèdol, Tarragona, 2004.
- 2004. Desert

Guanyadors del premi de biografies, autobiografies, memòries i dietaris
- 2005. Josep Gironès Descarrega. Planys de figuera blanca. Editat per Arola Editors, Tarragona, 2006.
- 2006. Josep Iborra Martínez. Breviari d'un bizantí. Editat per Arola Editors, Tarragona, 2007.
- 2007. Eugeni Perea. Els pòlders de la memòria. Editat per Arola Editors, Tarragona, 2008.
- 2008. Enric Balaguer. La casa que vull. Editat per Arola Editors, Tarragona, 2009.
- 2009. Joan Casas Fuster. Amb la terra a la cintura. Editat per Arola Editors, Tarragona, 2010.
- 2010. Susanna Rafart. Gaspara i jo. Editat per Arola Editors, Tarragona, 2011.